# Zanaki
Zanaki petita tribu (uns 60 000 membres) que parla una llengua del grup bantu i que està assentada a Tanzània, al sud-est del llac Victòria, al golf Speke.
El seu membre més conegut ha estat Julius Kambarage Nyerere (Julius Nyerere), fill d'un cap de la tribu, fou el primer president de Tanzània i un dels més respectats líders africans (polítics africans).